# Xiajiaquan
Lo Xiajiaquan (侠家拳, pugilato della famiglia cavalleresca) è uno stile di arti marziali cinesi classificabile come Nanquan, in quanto praticato nel Guangdong. È più conosciuto con la sua pronuncia cantonese di Hopgar kuen.
In origine proveniva dal Monte Emei da Li Huzi (李胡子) e fu tramandato al monaco Wang Yinlin (王隐林) nel tempio Qingyunsi (庆云寺) presso la montagna Dinghushan (鼎湖山) nel Guangdong. Questo monaco studiò arti marziali nel tempio per dieci anni, dopo dei quali riprese la vita secolare ed aprì una scuola di arti marziali a Canton dove ebbe come allievi: Wang Hanrong (王汉荣), Wang Jingchu (王敬初), Cai Yigong (蔡以公), Wang Linkai (王林开), Pan Jian (潘鉴), ecc. Il figlio di Deng Longzhi (邓龙之), un famoso maestro di Hongjiaquan, Deng Jintao (邓锦涛) apprese lo Xiajiaquan da Wang Jingchu e lo trasmise a sua volta a suo figlio Deng Zhenjiang (邓镇江).

## Taolu
Le forme di questo stile sono: Shier zhi qiao (十二支桥); Xiao e Da Luohanquan (小 e 大罗汉拳); Hu he xiangdou (虎鹤相斗); Xiajia dandao (侠家单刀); Zuoba qiang (左把枪); Jiudian shisan qiang xiang gun (九点十三枪响棍); Huanglong gun (黄龙棍, bastone del drago giallo); ecc.